# Елліністичний Єгипет
Елліністичний Єгипет, або Єгипет Птолемеїв (койн. дав.-гр. Πτολεμαϊκὴ βασιλεία, латиніз. Ptolemaïkḕ basileía) — період в історії Єгипту, який розпочався від завоювання Єгипту Александром Македонським 332 до н. е. і тривав до 30 до н. е. — римського завоювання Єгипту, після чого був перетворений на римську провінцію.

## Історія

### Завоювання Єгипта та перші Птолемеї

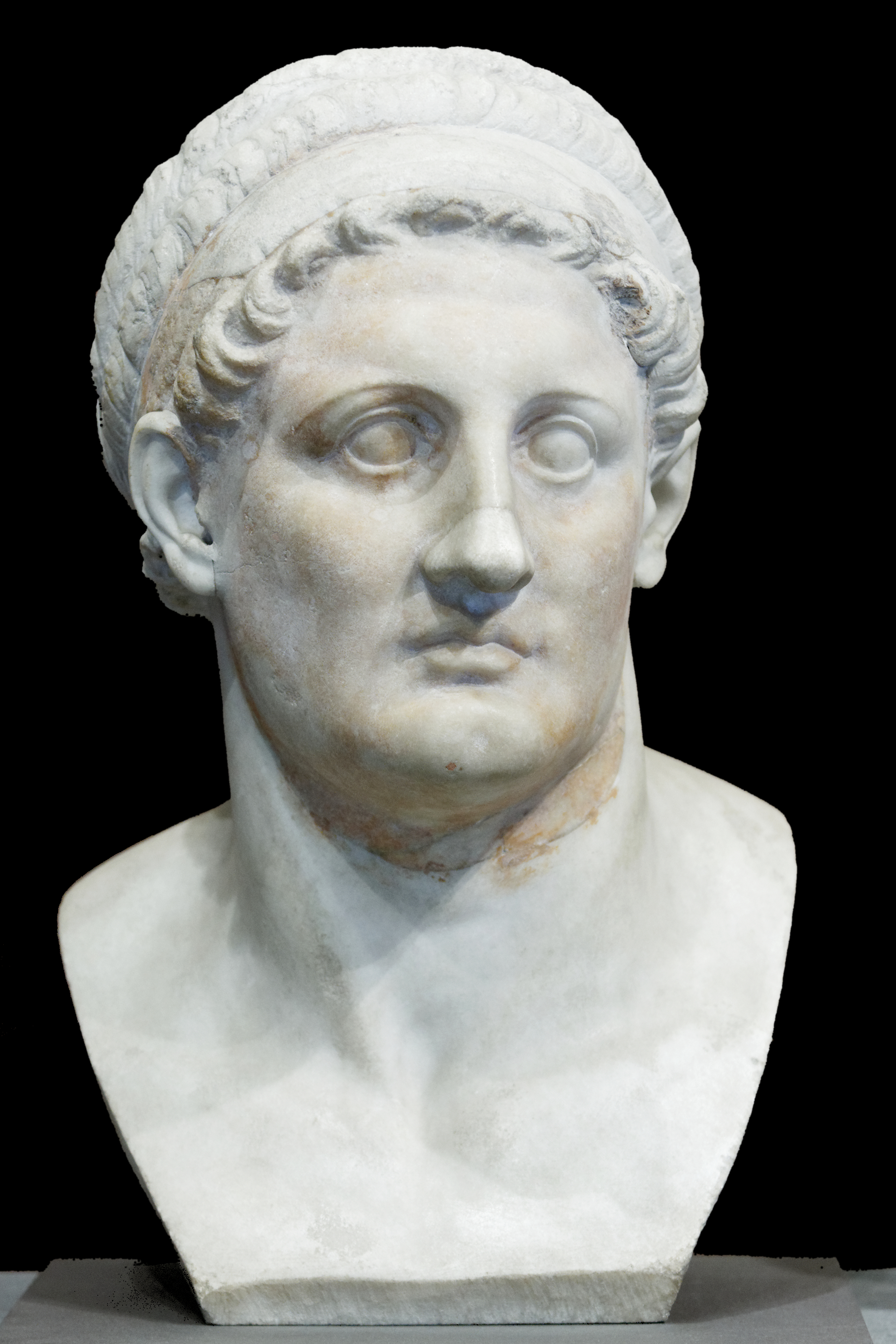
Птолемей I Сотер, Лувр

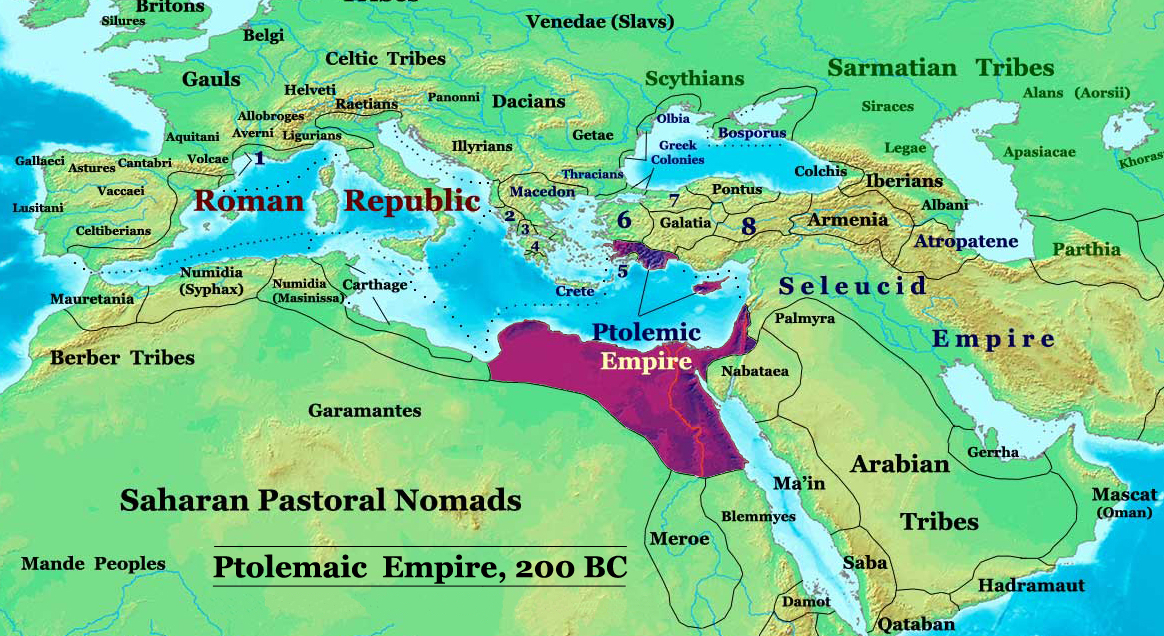
Єгипет Птолемеїв у 200 році до н.е. поряд із сусідніми потугами

У 332 до н. е. Александр Македонський прибув до Єгипту для його завоювання, де був проголошений фараоном і втіленням Зевса-Амона. Тим самим закінчилося правління Ахеменідів в Єгипті. Через 9 років 323 до н. е. Александр раптово помер у Вавилоні. Його смерть спричинила за собою двадцятирічні війни між діадохами, які боролися за владу у величезній імперії Александра. Результатом цієї боротьби став розділ захоплених Александром територій. Єгипет дістався Птолемею I (правив у 323 — 283 до н. е.), який проголосив себе царем у 305 до н. е. Заснована Птолемеєм династія правила Єгиптом до самого його завоювання римлянами.
Птолемея I прийнято характеризувати як розумного талановитого політика. На це вказує і те, що він єдиний з діадохів помер природною смертю. Він оголосив, що Александр Македонський — покровитель його роду, підтвердженням чого служив той факт, що Александр був похований в Александрії. Культ Александра поширився по всьому Єгипту.
270 до н. е. померла дружина Птолемея II Філадельфа Арсіноя II і незабаром була обожнена. Наступні правителі ставали богами вже за свого життя, незабаром після сходження на престол. Цей культ, по-перше, був успадкований від Стародавнього Єгипту, а по-друге, свідомо зміцнювався династією Птолемеїв, щоб довести свою законність і посилити владу.
За правління сина Птолемея I Птолемея II (правив у 283 — 246 до н. е.) Єгипет піднісся, але найбільшої могутності досяг за Птолемея III (правив у 246 — 222 до н. е.). Державі Птолемеїв належали Киренаїка, Кіпр, Палестина, Південна Сирія, західна частина Малої Азії, узбережжя Фракії і Геллеспонт, острови Егейського моря.

### Занепад
У ІІ—І століттях до н. е. Єгипет, що роздирався політичними інтригами при дворі, бюрократичним свавіллям на місцях і соціальними виступами єгиптян, вступає в економічну кризу. Птолемей IV Філопатор зайнявся розпустою невдовзі після вступу на трон. Він дні і ночі проводив з гетерою Агафоклеєю, а пізніше - з її братом Агафоклом. Невдовзі державою керувала розпутна сімейка, розкрадаючи казну і продаючи придворні посади. Вони були наскільки жадібними, що навіть на деякий час приховали смерть Птолемея IV, продовжуючи вести колишній спосіб життя. 
Птолемей V Епіфан вступив на престол в юному віці і майже нічим себе не прославив. Перемогами і поразками в війнах він зобов'язаний своєму полководцеві Спокасу. Птолемей VI Філометор був настільки бездіяльний і ослаблений надмірностями, що від ожиріння позбавився розуму.
Птолемей VIII Фіскон певний час був співправителем свого попередника і старшого брата, доки протистояння Риму і сирійського царя Антіоха IV не повернулось на користь Філометора. Брати поділили батьківський спадок, Філометор отримав Єгипет, а Фіскон - Киренаїку. Проте честолюбний Фіскон залишився невдоволений своєю долею і приклав багато зусиль, щоб збільшити її. Зробити це вдалось лише 145 року до н. е., по смерті брата. Клеопатра ІІ прагнула посадити на трон свого сина Птолемея VII Неоса і навіть за підтримки знатних єгиптян проголосила його царем. Проте Фіскон не збирався віддавати владу. Хлопчика він вбив прямо в обіймах матері. Ця смерть поклала початок кровопролитному правлінню.  130 року до н. е. розгорілась міжусобна війна, що торкнулася у Держави Селевкідів. Наприкінці життя Фіскон помирився з Клеопатрою ІІ, переміг внутрішніх і зовнішніх ворогів і спокійно помер своєю смертю 116 року до н. е. 
Після його смерті трон перейшов до його вдови, з яка о 107 року до н. е. правила разом з Птолемеєм IX Сотера II Лафуром. Але коли він, всупереч її волі, зважився послати допомогу Антіоху Кизикському проти Маккавея Гиркана, вона збурила проти нього війська і знову звела на престол Птолемея X Александра. З ним вона правила до 89 року до н. е.. Тим часом Лафур змушений був втекти до Кіпру і звідти через деякий час оголосив їй війну. Александр відмовився було від влади, але енергійна Клеопатра наполягла на тому, щоб він зберіг її. Незабаром після цього Александр повстав проти матері, убив її, але внаслідок народної незадоволеності втік і помер на дорозі до Кіпру (89 до н. е.). Лафур був викликаний з Кіпру і без перерви царював до кінця життя (81 до н. е.).
По смерті Лафура 6 місяців правила його дочка (дружина померлого Александра) Береніка, а потім її пасирбок Птолемей XI Александр. З 80 року до н. е. країною почав правити Птолемей XII Авлет (Флейтист). Він «прославився» далеко не блискучим розумом, пристрастю до гри на флейті і непоміроною жорстокістю, за що був всім ненависний. Невмілим правлінням він довів країну до того, що всім заправляли римські лихварі. Александрійці здійняли повстання і 58 року до н. е. Флейтист був вигнаний з Єгипту і втік до Риму. Престол зайняла його старша дочка Береніка IV, яка царювала одна навіть після того, як вийшла заміж за Архелая. Проте Птолемей ХІІ з Риму добився свого повернення і 55 року до н. е. за допомогою римських військ повернувся на трон. Він залишався єдиним правителем до 51 року до н. е., коли захворівши, проголосив свою дочку Клеопатру VII співправителькою. У своєму заповіті він ухвалив, що вона і її брат Птолемей XIII спільно правитимуть Єгиптом. Виконавцем свого заповіту він призначив Рим.
Наставник юного царя — хитрий та спритний євнух Потін управляв Єгиптом від імені свого підопічного. Клеопатра VII звернулась за підтримкою до Риму. Скориставшись ситуацією, Потін здійснив державний переворот. Клеопатра втекла до Сирії, де на кордоні з Єгиптом стояла її війська. Цезар, що на той час прибув до Єгипту, наздогоняючи Гнея Помпея, взявся владнати суперечку між братом і сестрою із надією повернути гроші. Він став вимагати, щоб обидві сторони розпустили армії і з'явились до Александрії на його суд. Невдоволені присутністю римлян і підбурювані Потіном александрійці здійняли повстання, що швидко переросло у війну, названу Александрійською.
Всю зиму 48/47 року до н. е. римський загін на чолі з Цезарем витримував облогу в резиденції єгипетських царів. Коли прибуло підкріплення, Цезарь розбив повсталу єгипетську армію: Птолемей XIII втонув під час втечі, Потін загинув, а Арсіною, молодшу сестру Клеопатри, що виступала на боці заколотників, було взято в полон, а потім — вислано за межі країни. Цезар посадив на трон Клеопатру і, відповідно до місцевих звичаїв, зобов'язав її вийти заміж за іншого брата Птолемея XIV. Проте це також був фіктивний шлюб, Клеопатра стала коханкою римського полководця.

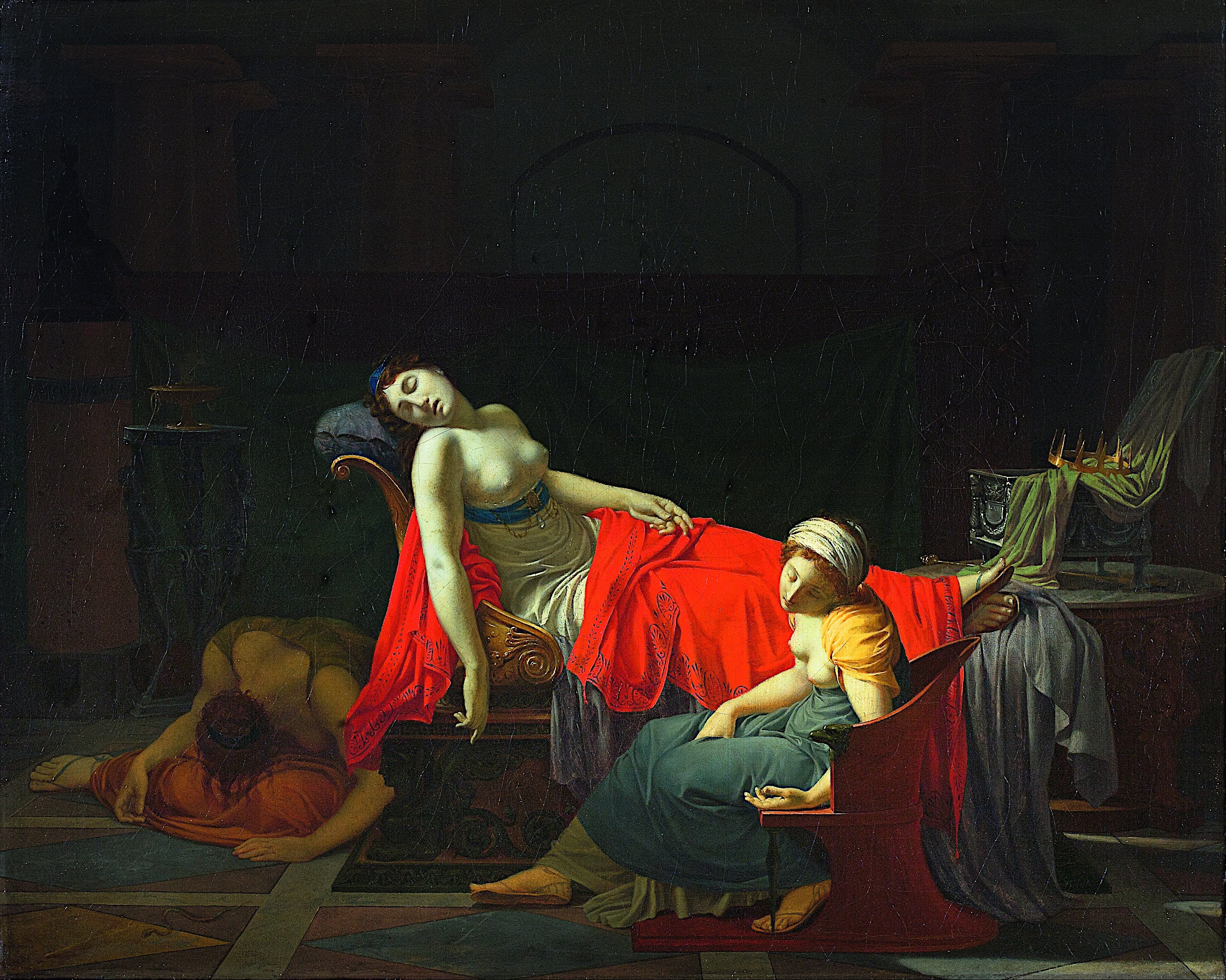
Смерть Клеопатри (1796–1797), художник Жан-Батист Реньо

Влітку 47 року до н. е. Клеопатра народила 53-річному Цезарю, що не мав законних нащадків, першу дитину — сина і назвала його Птолемеєм XV Цезарем.
Після смерті Птолемея XIV і вбивства Цезаря 44 року до н. е. Клеопатра стала правити Єгиптом разом із сином, а фактично — одноосібно. Коли розгорівся конфлікт між Марком Антонієм і Октавіаном, Клеопатра встала на бік Антонія. Об'єднані сили Клеопатри і Антонія у вирішальній битві біля мису Акції 2 вересня 31 року до н. е. були розбиті, а Антоній і Клеопатра сховались в Александрії.
В серпні 30 року до н. е. римські війська підійшли до стін Александрії. Залишки армії Антонія зрадили свого полководця, а сам він скінчив життя самогубством. 12 серпня 30 року до н. е. невідомий селянин приніс Клеопатрі корзину солодких фіг, в якій спав аспід. Золотою шпилькою вона вколола змію, яка зашипівши від болю, вжалила підставлену руку. Вступ легіонів Октавіана до Александрії в серпні 30 року до н. е. поклав кінець незалежності Єгипту. Країну було включено до складу римських володіннь на правах особливої провінції, що керувалася римським префектом.

## Соціально-економічний та адміністративний устрій

### Влада
В управлінні Єгиптом доби Птолемеїв органічно поєднувалися риси як греко-македонські, так і власне єгипетські. Уся повнота влади належала Царю. Його опорою був величезний штат чиновників. Збереглася величезна кількість канцелярського листування. Діловодство велося грецькою мовою. При дворі Птолемеїв жили традиції Александра: існував «царський журнал», велася велика кореспонденція. Існували вищі придворні посади: «родичів», «рівних за шаною родичам», «перших друзів», «рівних першим друзям», «друзів», «спадкоємців» і т. д.
На вершині адміністративної ієрархії перебувала посада діойкета (грец. Διοικητής — управитель) — керуючого господарством і фінансами, він також відав царською скарбницею, обліком господарських ресурсів, обліком і збором надходжень, контролював витрати. Діойкет був першим сановником у державі і за певних здібностях міг стати всемогутнім. Таким, наприклад, був діойкет Аполлоній у період правління Птолемея II.

### Хора
Усі населені пункти, крім трьох полісів, входили до хори (грец. Χώρα — земля, країна), тобто не мали самоврядування. Хора ділилася на номи (цей поділ зберігся з давнього часу), які багато в чому продовжували бути відокремленими. Номи ділилися на топархії, а ті, у свою чергу, — на коми. Функції номархів перейшли до стратегів. Секретар, який відав усім діловодством нома, називався царським секретарем. Відповідні посади були і в топархіях, і в комах. Призначення на них залежало від діойкета.
Діяльність усіх цих посадових осіб була тісно пов'язана із фінансовими чиновниками, які також підпорядковувались діойкету. Головним фінансистом у номі був економ (грец. Οἰκονόμος — керуючий будинком, господар). До нашого часу дійшла «Інструкція економа» III століття до н. е., яка дає чітке уявлення про його обов'язки. По суті, на економі лежала турбота про все господарське життя нома. Перевіряти його діяльність повинен був контролер.
В адміністративному центрі була каса, або трапеза (грец. Τράπεζα — банк) на чолі з трапезитом (грец. Τραπεζίτης — міняла, банкір), яка виконувала найрізноманітніші грошові операції і, перш за все, приймала нові надходження. Там же розташовувався головний склад зерна — тесавр (грец. Θησαυρός — скарбниця, комора) під управлінням сітолога (грец. Σιτολογία — збирання хліба або їстівних припасів). Трапеза і тесавр мали відділення на місцях.

### Поліси

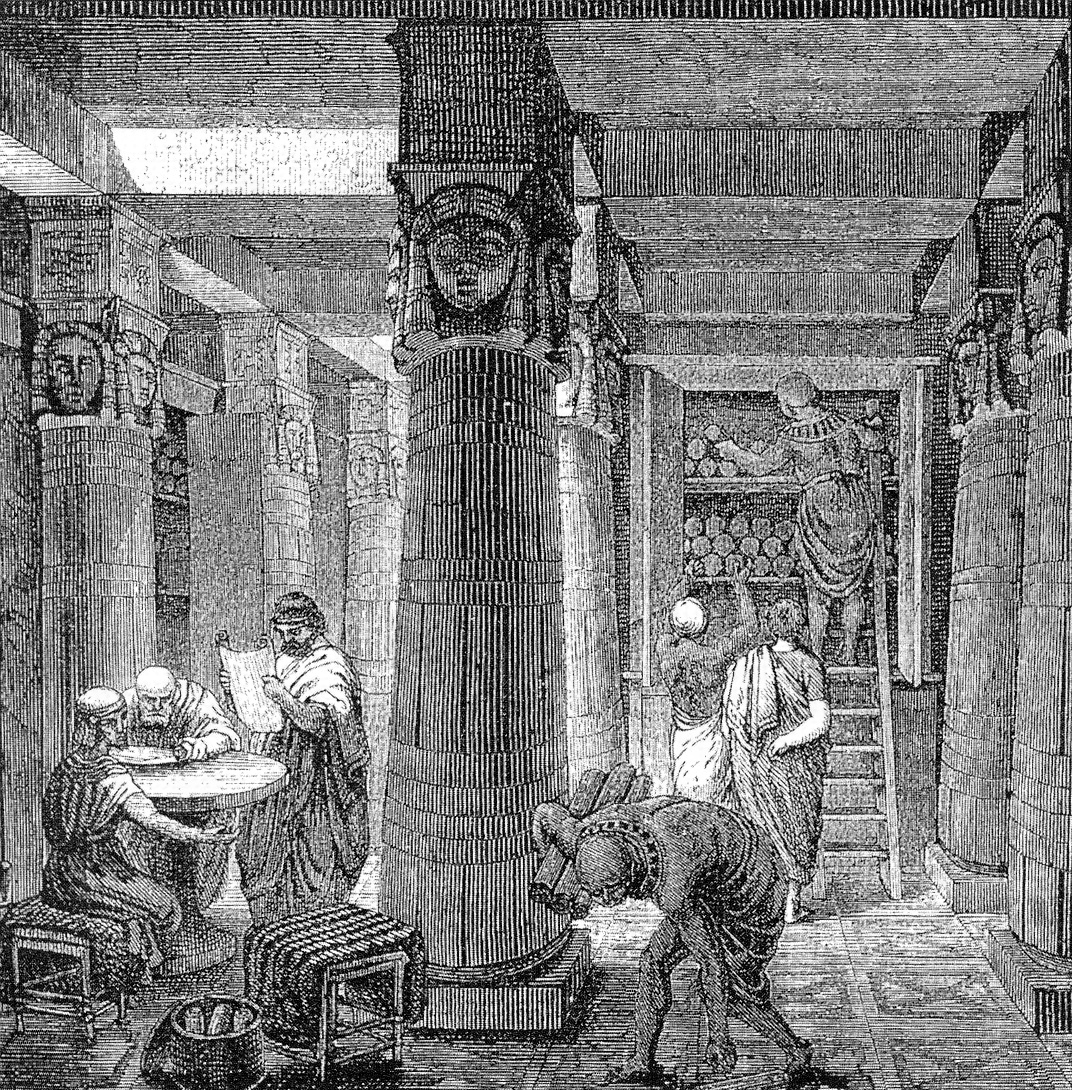
Александрійська бібліотека

В елліністичному Єгипті, на відміну від Держави Селевкідів, поліси не відігравали значної ролі. В усій державі їх було лише три: Александрія, Навкратіс (стара грецька колонія) і Птолемаїда (заснована Птолемеєм I Сотером). У той же час значущими були давньоєгипетські міста, хоча і не мали самоврядування: Мемфіс, Фіви, Гермополь, Гераклеополь та інші.
Поліси не належали до хори і не входили в управління нома. Громадяни поліса складали міську громаду й об'єднувалися у філи (грец. Φυλή — рід) і деми (грец. Δῆμος — народ), подібно до того, як це було у Греції. У Навкратисі та Птолемаїді вони обирали раду міста й деяких посадових осіб. В Александрії, тому що вона була столицею, міської ради не було. Це було місто багатьох національностей: тут жили македонці, греки, фракійці, критяни, іранці, вихідці з Малої Азії, юдеї, сирійці і єгиптяни. Останні були позбавлені будь-яких політичних прав. Решта ж населення об'єднувалася за етнічною ознакою у політевми (грец. Πολίτευμα — спосіб керування державою, державний устрій), незалежні одна від одної й підпорядковувалися лише царській адміністрації. Ступінь їх самоврядування був неоднаковим.
Александрія була найбільшим елліністичним містом, найважливішим центром ремесла й торгівлі в Єгипті. Географ Страбон писав, що завдяки своєму вигідному географічному розташуванню Александрія мала чи не найбільший у світі ринок. Александрія була відбудована за планом архітектора Дейнократа Родосського і мала регулярне планування. Місто поділялося на п'ять кварталів. У царському кварталі розташовувалися палац Птолемеїв, театр, Александрійський мусейон, Александрійська бібліотека, гробниця Александра Македонського.

### Жрецтво
Відношення Птолемеїв до жрецтва було двоїстим: з одного боку, самостійність цього класу була дещо скорочена, але в той же час жерці всіляко підтримувалися царями як дуже впливова соціальна сила. З багатьох написів відомо, що Птолемеї дарували багато земель разом з доходами місцевим божествам.
На чолі будь-якого храму стояв архієрей (грец. Ἀρχιερεύς — верховний жрець, першосвященник), або епістат (грец. Ἐπίσταθμος — начальник), який представляв місцеве жрецтво при спілкуванні з урядом. Періодично скликалися з'їзди жерців — синоди (грец. Σύνοδος — зібрання, збори). За храмами зберігалися особливі права, наприклад, право притулку.
Храми в Єгипті завжди були великими господарськими центрами. Особливо це було помітно в Фіваїді, де розташовувалися храм Гора в Едфі, храм Ісіди на острові Філи та інші. Храми мали певні привілеї в галузі ремісничого виробництва. Наприклад, мали право виробництва сезамової олії, що було монополією держави, право виготовлення особливих тканин. Жреці отримували грошову допомогу зі скарбниці й збирали приношення з віруючих.

### Законодавство та судівництво
Всі сторони господарського та соціального життя в Єгипті регулювалися певними указами та постановами, деякі з яких дійшли до нашого часу. Це, наприклад, постанова 261 до н. е. про рабовласництво і, так званий, «Податковий статут» 257 до н. е.. Єгипетське елліністичне право являло собою дивовижне переплетення грецького і давньоєгипетського законодавств. Для єгипетського й грецького населення існували різні суди, так само як для полісів та хори. Суперечки між греками і єгиптянами вирішувалися в загальному судилищі.

## Наука та культура

### Просвітництво
В елліністичну добу Єгипет поступово втрачав свою культурну самобутність і поступово вливався у загальноелліністичний світ, стаючи його невід'ємною частиною. Головним науково-культурним центром цього періоду стає Александрія, а її ядром була відома Александрійська бібліотека (найбільша в елліністичному світі), що утворилася на базі Мусейона і об'єднувала, поряд із Пергамом, найвидатніших учених і письменників тієї епохи. У двох цих бібліотеках складалися часом абсолютно різні наукові школи, які змагалися між собою. Серед учених, що працювали в Александрії були: Евклід, Архімед, Аристарх Самофракійський, Діонісій Фракійський, Ератосфен, Страбон, Клавдій Птолемей, Гіппарх, Аполлоній Перзький, Аристарх Самоський.

### Архітектура

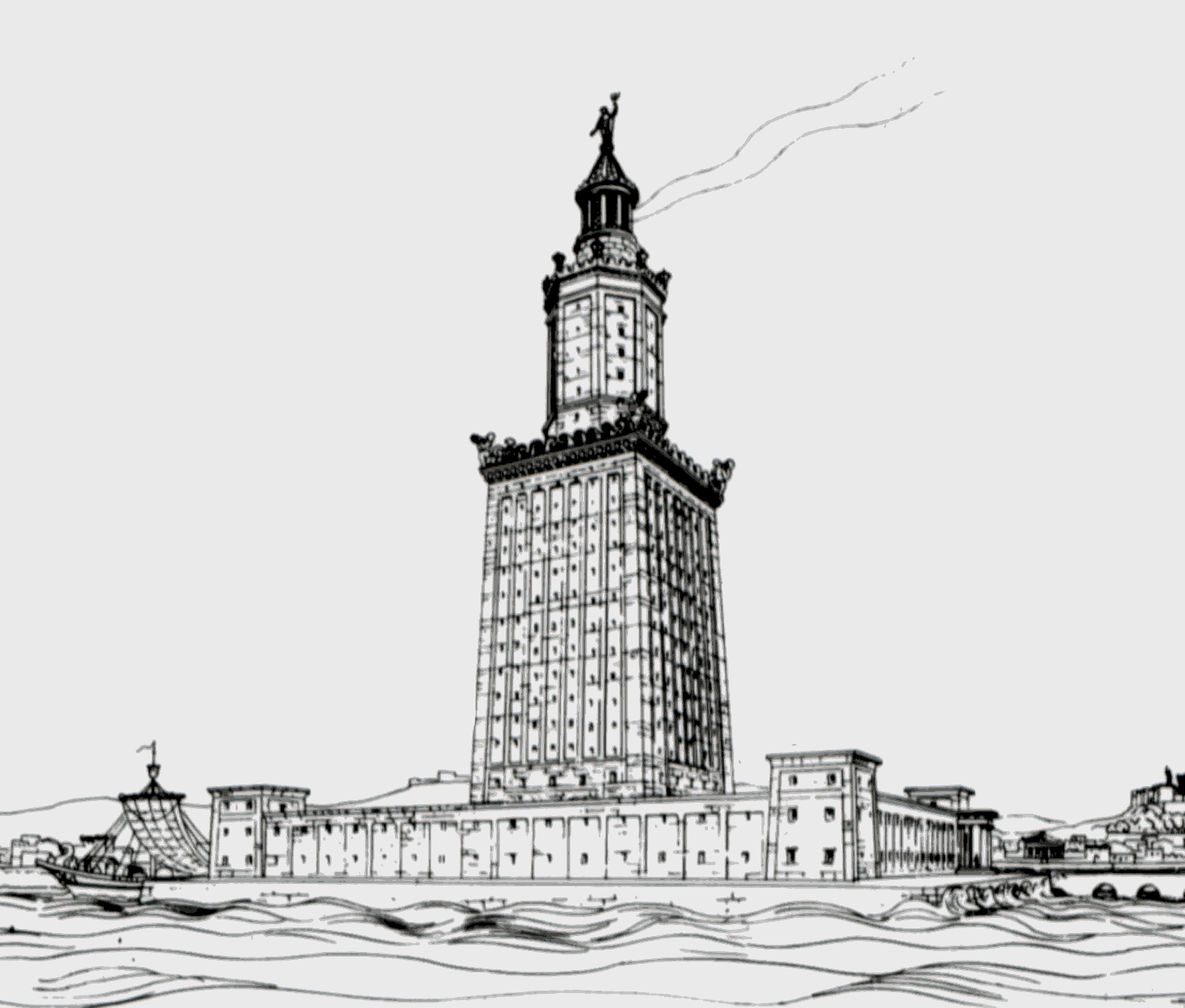
Фаросський маяк

Монументальне мистецтво Стародавнього Єгипту залишилося в далекому минулому. Однак і в епоху еллінізму було побудовано кілька вражаючих будівель. Головним із них є Фаросський маяк — одне з «семи чудес світу». Маяк був побудований архітектором Состратом Кнідським близько 280 до н. е. на острові Фарос, щоб висвітлювати кораблям вхід у гавань, і своєю висотою перевищував 100 метрів. Можливо, це був перший маяк в історії людства і поза сумнівом, це було одне з найвизначніших творінь елліністичного світу. Будова простояла 1500 років, а потім була зруйнована.
У 2022 під час розкопок і дослідження храму у стародавньому зруйнованому античному місті Тапосіріс Магна (Taposiris Magna) на єгипетському узбережжі, яке було засноване близько 280 р. до н. е. Птолемеєм II, археологи команди під керівництвом Кетлін Мартінес з Університету Санто-Домінго (UASD), виявили величезний вражаючий тунель, який експерти назвали «геометричним дивом». Споруда знаходилася на глибині 13 метрів (43 футів) під землею. Тунель заввишки 2 метри був прорубаний крізь неймовірні 1305 метрів (4281 футів) пісковику. Згідно повідомлень, тунель не має собі рівних, оскільки його інженерія — вражаюча. Команда дослідників вважає, що античне місто-храм Taposiris Magna було присвячений богу Осірісу та його цариці, богині Ісіді – божеству, з яким Клеопатра підтримувала міцні стосунки.

### Релігія
Ще за Птолемея I Сотера утворився новий культ бога Сарапіса, що поєднав у собі найважливіші риси грецького і єгипетського пантеонів. Його шанування швидко поширилося по всій території країни.